# Новате-Медзола
Нова́те-Медзо́ла (итал. Novate Mezzola) — коммуна в Италии, в провинции Сондрио области Ломбардия.
Население составляет 1645 человек, плотность населения составляет 17 чел./км². Занимает площадь 99 км². Почтовый индекс — 23025. Телефонный код — 0343.
Покровителем коммуны почитается Пресвятая Троица, празднование в первое воскресение после Пасхи.